# Керјен
Керјен (фр. Kerien) насеље је и општина у Француској у региону Бретања, у департману Обале Армора.
По подацима из 2009. године у општини је живело 282 становника, а густина насељености је износила 13 становника/km².

## Демографија
| 1962. | 1968. | 1975. | 1982. | 1990. | 2011. |
| ----- | ----- | ----- | ----- | ----- | ----- |
| 566   | 499   | 453   | 342   | 287   | 276   |